# 櫻正宗

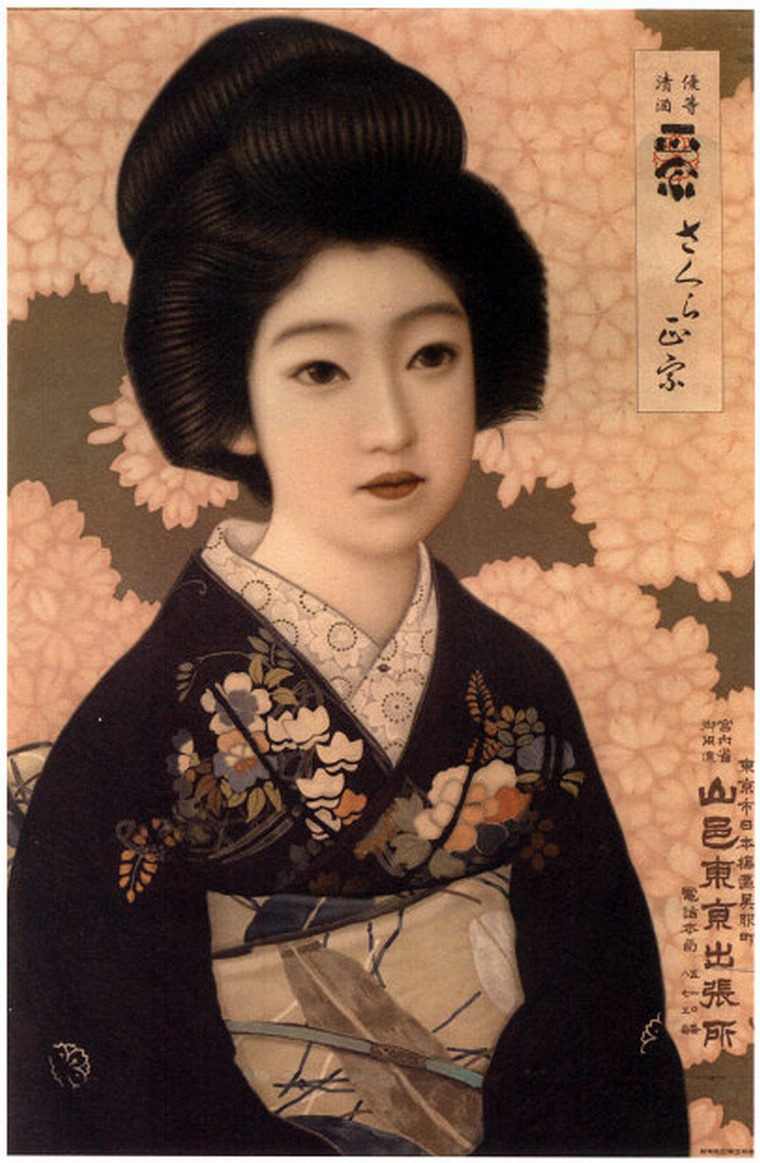
1910年代頃の広告
（北野恒富画）

櫻正宗株式会社（さくらまさむね）は、兵庫県神戸市東灘区にある日本の酒造会社。

## 概要
灘五郷の一つ、魚崎郷に本拠を構える老舗。1625年（寛永2年）兵庫県荒牧村（現・伊丹市）にて創醸し、1717年（享保2年）に魚崎へ移転し酒造専業となる（この年を「創業」としている）。創業以来当主は山邑太左衛門を襲名しており、2020年時点では11代目である。
六代目当主山邑太左衛門は酒の仕込み水として全国的に知られる宮水の発見者とされている。また、1906年（明治39年）には官立醸造試験所の技師高橋偵造によって櫻正宗酒母から分離された櫻正宗酵母が日本醸造協会より“協会一号酵母”として全国に頒布された。
江戸時代末期に現在の場所に移転し、築後200年余り経過した内蔵（1973年兵庫県重要有形文化財）にて酒造りを行ってきたが、内蔵は阪神・淡路大震災で門以外全ての建物が倒壊し、現在は震災の前年に完成した櫻喜蔵で製造を行っている。倒壊を免れた内蔵の門は現在記念館の入り口となっている。商標が「櫻正宗」であることもあり、酒蔵や記念館、酒蔵付近のゴルフ練習場の敷地には多数の桜の木が植えられている。
また2010年秋、櫻正宗記念館「櫻宴」の装いをリニューアルするに至る。
口あたりの良い「やや辛口」の酒が特徴。

## 商標の由来
創業の頃は俳優の名に由来する「薪水（しんすい）」と言う酒銘で流通していた。しかし、酒銘が女性的で酒客の嗜好に投じないとの理由から時代に応じた命名を考えていたところ、山城国深草の「元政庵」瑞光寺住職を訪ねた時、机の上に置かれていた経典に書かれた「臨済正宗」の文字を見て、「正宗（セイシュウ）」が「清酒（セイシュ）」に語音が通じる事から、天保11年(1840年)「正宗」を酒銘とした。当初はセイシュウという読みが正しい読みであったが、マサムネという読み名で親しまれていたためマサムネが一般的に定着し、明治期に至るまで「正宗」の銘で流通した。なお、正宗という銘の入った酒銘が今日においても全国的に多く見られるように「正宗」という銘は江戸期に流行った酒銘であり、櫻正宗だけが「正宗」であったわけではない。
明治時代になり、商標制度ができると、正宗を正式に商標登録を申請しようとしたが、他にも多くの蔵元が正宗の名を名乗り出たために”正宗”が普通名詞として扱われたが故に受理されず、国花である櫻花一輪を冠し「櫻正宗」と名付けられ今日に至る。

## 商品

### 櫻正宗

#### 純米大吟醸
- 金稀 無濾過 純米大吟醸 三五
- 金稀 純米大吟醸 四〇
- 荒牧屋太左衛門 純米大吟醸
- 櫻正宗 純米大吟醸 協会1号酵母

#### 大吟醸
- 金稀 大吟醸 原酒
- 櫻華一輪 大吟醸
- 金稀 大吟醸
- 大吟醸サクラカップ
- 神戸桜 大吟醸

#### 純米吟醸
- 金稀 純米吟醸
- Bonds Well with Beef 純米吟醸
- コウノトリ育むお酒 純米吟醸

#### 吟醸
- 正宗 吟醸原酒
- 吟醸
- 特撰吟醸
- 薪水 吟醸

#### 特別純米
- 宮水の華 特別純米

#### 純米
- 焼稀 生一本 純米
- 江戸一 純米
- 焼稀 協会一号酵母 純米
- 蘇百年 純米原酒
- 涼風しぼりたて純米酒
- 季節限定の純米酒
- 灘の生一本（灘酒研究会）純米

#### 本醸造
- 朱稀 本醸造
- 朱稀 協会一号酵母 本醸造
- 菰樽 本醸造

#### 普通酒
- 花雫あか
- 稀 さくら
- 香り立つ華やかなお酒
- さくら RED SWEET 11

#### 発泡清酒
- Sparkling Sake Dry 発泡清酒

#### その他
- のんたろう

### 瀧鯉

#### 純米大吟醸
- 純米大吟醸 原酒 瀧鯉
- 純米大吟醸 風花
- 純米大吟醸 瀧鯉 画龍点睛

#### 大吟醸
- 瀧鯉 大吟醸 原酒 木箱入
- 瀧鯉 大吟醸 原酒
- 瀧鯉 斗瓶取大吟醸
- 瀧鯉 大吟醸
- 瀧鯉 大吟醸 手造
- 瀧鯉 さくら 大吟醸

#### 純米吟醸・純米
- 純米吟醸 天乃美禄 瀧鯉
- 純米吟醸 瀧鯉 氷上
- 純米吟醸 瀧鯉 生粋
- 瀧鯉 純米 原酒
- 瀧鯉 純米吟醸 出世鯉
- 純米酒 瀧鯉 純酒

#### 吟醸
- 吟醸酒 瀧鯉 滝水
- 吟醸酒 喜兵衛
- 吟醸酒 瀧鯉 神戸浪漫